# La partida de bésigue
La partida de bésigue (o bezigue) es un óleo sobre lienzo del pintor impresionista francés Gustave Caillebotte (1848-1894) que data de 1881. Mide 121 × 161 cm y fue adquirido de una colección privada en París por el museo Louvre Abu Dabi en 2009.

## Descripción
Este lienzo de gran formato representa a un grupo de seis hombres, dos de los cuales están sentados en una mesa de juego jugando una partida de besigue (o bezigue), tres observan el juego (dos de los cuales están sentados y uno de pie) y un sexto hombre se ha quedado dormido en un sofá detrás. Estos caballeros elegantes y relajados reunidos alrededor de la mesita triangular con tapete verde en el salón del apartamento en 31 Bulevar Haussmann de Gustave Caillebotte y su hermano Martial eran amigos íntimos del artista y su hermano. Son de izquierda a derecha: Édouard Dessommes (sentado delante de perfil), Maurice Brault (corredor de bolsa) que lleva monóculo y está atento a la partida que está jugando su oponente, Richard Gallo de pie tras él (hijo de banquero y periodista del Constitutionnel, también amigo de la infancia de los hermanos Caillebotte), André Cassabois (que posó para el artista desde 1877) fumando en pipa, y a su izquierda Martial Caillebotte, el hermano del artista con una chaqueta marrón claro también fumando en pipa y jugando con Maurice Brault, otro amigo de la infancia de los hermanos Caillebotte. Detrás, Paul Hugot se quedó dormido. Este último compró varios cuadros de Gustave Caillebotte y posó en 1878 para un retrato que ahora se conserva en una colección privada. Maurice Brault, que compartía la pasión por la vela de Gustave Caillebotte, fue objeto el mismo año de Hombre en el balcón (colección privada) en este mismo apartamento. Richard Gallo, de pie con las manos en los bolsillos, aparece en siete cuadros del artista entre 1878 y 1884.
La composición del cuadro, que fue objeto de varios bocetos, se organiza en torno a un triángulo del que la cabeza de Richard Gallo es el vértice. Está atravesado por las líneas verticales doradas de las molduras decorativas de la pared del salón y las líneas horizontales de la parte inferior de la mesa, el borde superior del sofá y la mesa de juego. Los trajes negros de los hombres contrastan con los colores marrón y dorado de la pipa y la chaqueta de Martial. El tapete verde de la mesa y el respaldo del sillón tapizado de terciopelo rojo donde se sienta Dessommes contrastan con el resto de la gama cromática.
Cézanne ciertamente se inspiró en este lienzo, que se mostró en la exposición impresionista de 1882, para su famosa serie de  Los jugadores de cartas, pero que se desarrolla en un entorno campesino. Esta pintura recibió una crítica favorable en la exposición de 1882, sin duda porque se hizo eco de un tema tratado por los antiguos maestros holandeses, actualizándolo. Louis Leroy (inventor del término impresionismo para denigrar esta corriente) en Le Charivari es particularmente elogioso, porque ve en él menos una inspiración impresionista (que no le gustó) que una observación realista.

## Exposiciones
Este cuadro fue presentado entre otros en Estados Unidos en la exposición "Gustave Caillebotte: El ojo del pintor" que se celebró desde el 28 de junio al 4 de octubre de 2015 en la Galería Nacional de Arte en Washington D. C., y luego en el Museo de Arte Kimbell en Fort Worth desde el 28 de noviembre de 2015 al 14 de febrero de 2016.